# Luís Almeida Martins
Luís Almeida Martins (Lisboa, 17 de junho de 1949) é um jornalista, escritor e guionista português.
Licenciado em Filologia Românica pela Faculdade de Letras da Universidade de Lisboa (onde foi dirigente estudantil durante a crise académica de 1969), é editor da revista Visão História. Fundou e dirigiu a revista História na sua primeira fase (1978-1993), foi diretor-adjunto do Jornal de Letras, Artes e Ideias entre 1985 e 1992 e dirigiu o semanário Se7e de 1982 a 1985. É editor da Visão História. Começou a carreira na revista Flama, em 1968, tendo nesta data transitado para o vespertino A Capital, onde se manteve até 1975. Neste ano juntou-se ao grupo fundador das Publicações Projornal e do semanário O Jornal.
Autor de diversos guiões para televisão, fez parte, no início da década de 1990, das equipas criativas dos programas Rua Sésamo e Arca de Noé.
Em 2013 publicou o livro de divulgação histórica 365 Dias com Histórias da História de Portugal (A Esfera dos Livros), que teve três edições. Em 2015 publicou, com a mesma chancela, a História Não Oficial de Portugal.
Entre outros livros, é autor dos romances O Tesouro Africano (2002) e Viva Cartago (1984) e de biografias juvenis de Vasco da Gama(1998) e Serpa Pinto, (2016, INCM). Traduziu para português e prefaciou vários romances de Henry Rider Haggard, editados pelo Círculo de Leitores entre 1999 e 2001.